# C/2019 J3 (ATLAS)
C/2019 J3 (ATLAS) — короткоперіодична комета типу комети Галлея. Відкрита 14 травня 2019 року за допомогою системи телескопів ATLAS. На момент відкриття мала зоряну величину 18,7m. Абсолютна величина комети з комою становить 13,0m.